# Eleginops
Eleginops is een monotypisch geslacht van straalvinnige vissen uit de familie van de Eleginopidae (Draadvinijskabeljauwen).

## Soort
- Eleginops maclovinus (Cuvier, 1830) (Rotskabeljauw)